# فذلكة سريعة
الفذلكة السريعة، أو الهوس السريع (بالإنجليزية: speed geeking)‏ هو أسلوب يستخدم لعرض تبياني لعددا من العروض أو الخطابات خلال فترة محددة من الزمن. وهو يتبع نفس أسلوب التواعد السريع.

## الأسلوب
يتم تحديد غرفة كبيرة لتكون مكان انعقاد الفذلكة السريعة. . يتم ترتيب جميع الخطاب مع عروضهم على حائط دائري كبير. يقف بقية المشاركين في وسط الغرفة. يقوم شخص معين بدور الميسر. من المثل أن يكون هناك حوالي 7 أفراد من الجمهور لكل خطيب.
تبداء العملية عندما يقرع الميسر جرصا. لمرة واحدة. عندها ينقسم الجمهور إلى مجموعات وتتوجه كل مجموعة ناحية أحد الخطباء. وخلال فترة محددة سابقا، وقد تكون 5 دقائق، يقوم الخطيب بالقاء محاضرة عن عمله أو فكرته. في نهاية الفترة المحددة، يقرع الميسر الجرص لمرة ثانية، عندها يسنح المجال للجمهور بطرح الأسئلة ليتلقوا إجابة الخطيب. تستمر مرحلة الأسئلة لفترة محددة، عند نهايتها، يقرع الميسر مرة ثالثة لينتقل الجمهور إلى موقع الخطيب على جهة اليمين. وتعاد العملية حتي يزور كل مجموعة كل الخطباء.

## المزايا
الفذلكة السريعة هو وسيلة رائعة لعرض بسرعة عددا من العروض في فترة قصيرة. على سبيل المثال، ساعة واحدة تكفي من الوقت لشرح تفاصيل 12 اعرض إذا حدد 5 دقائق لكل عرض. وفترة الـ5 دقائق قصيرة كفاية لتبقي المواضيع مثيرة للاهتمام.

## العيوب
على كل خطيب أن يعطي نفس العرض عدة مرات.

## عمليات متعلقة
خطاب البرق هو طريقة أخرى من للعروض السريعة.
بيتشاكوتشا حيث يسمح للخطيب بتقديم 20 صورة لمدة 20 ثانية لكل منها.
شعللها حيث يسمح بـ20 شريحة لمدة 15 ثانية لكل منها تتطرق لموضوع معين.

## وصلات خارجية
- موقع فذلكة سريعة
- فذلكة سريعة في مدونة لامؤتمر
- استخدام المعرفة والهواتف المحمولة في الفذلكة السريعة
- أسلوب الفذلكة السريعة الظاهري